# 红鼠兔
红鼠兔（学名：Ochotona rutila）为鼠兔科鼠兔属的哺乳动物。多生活于山地。该物种的原产地在突厥斯坦地区。